# Margarethe von Stein (Kaufungen)
Margarethe von Stein († 1399 in Kaufungen) war von 1385 bis zu ihrem Tod Äbtissin des Frauenstifts Kaufungen im nordhessischen Kaufungen.
Ihrem Wappen nach entstammte sie dem im Hunsrück beheimateten Geschlecht der Herren von Stein. Sie ist mit ihrer Schwester Hennete erstmals im Jahre 1378 als Kanonissin in Kaufungen beurkundet. Als Nachfolgerin von Adelheid von Ziegenhain wurde sie im Jahre 1385 zur Äbtissin gewählt.
In den ersten Jahren ihrer Amtszeit, 1385–1388, litt das Stift unter den vornehmlich in Nordhessen ausgetragenen kriegerischen Auseinandersetzungen zwischen Landgraf Hermann II. von Hessen und den gegen ihn verbündeten Fürsten Herzog Otto I. von Braunschweig-Göttingen, Landgraf Balthasar von Thüringen und Erzbischof Adolf von Mainz. Zunächst handelte es sich um Einkommensverluste aus den verstreut liegenden Besitzungen des Stifts, dann aber zerstörte ein Großbrand im Februar 1388 Stiftskirche, Stiftsgebäude und Wirtschaftshof.
Unter Äbtissin Margarethe begann man dann 1391, obwohl nur noch zwei Kanonissen dem verarmten Stift angehörten, mit der Wiederherstellung der Kirche, angefangen mit dem teilweise eingestürzten nördlichen Querhaus, der Vierung und dem Dach des Chors. Aus Kostengründen musste man allerdings von der Wiederherstellung des Langhauses als überwölbte Kreuzbasilika absehen und sich bei der Planung mit einer flachgedeckten Hallenkirche begnügen. Selbst das war finanziell nicht umsetzbar, und die dann bis zum Tod der Äbtissin Margarethe 1399 durchgeführten Baumaßnahmen mündeten in einer flachgedeckten Pseudobasilika. Auch die Zahl der Stiftsdamen konnte in Margarethes Amtszeit wieder auf sechs im Jahre 1397 erhöht werden.